# Macrostomus pictipennis
Macrostomus pictipennis är en tvåvingeart som beskrevs av Mario Bezzi 1909. Macrostomus pictipennis ingår i släktet Macrostomus och familjen dansflugor. Inga underarter finns listade i Catalogue of Life.